# جاسم بن محمد آل ثانی
جاسم بن محمد آل ثانی (به عربی: جاسم بن محمد آل ثاني) (زاده ۱۸۷۱) معروف به بنیانگذار، امیر کشور و بنیانگذار قطر بود. وی در ۱۸۷۰ در قطر به قدرت رسید و در تاریخ ۱۷ ژوئیه ۱۹۱۳ در زادگاه خود درگذشت. در سطح محلی، آل ثانی به دنبال تبدیل قطر به یک نهاد واحد و مستقل بود. تحت رهبری او، قطر به عنوان کشوری منسجم و باثبات ظاهر شد که او قبایل را گرد هم آورد تا آینده کشور را رقم بزند و بدین ترتیب موجودیت و مرزهای قطر را تحکیم بخشد. شیخ جاسم به یکی از چهره‌های برجسته مخالفان علیه تلاش‌های امپراتوری عثمانی برای افزایش نفوذ خود در قطر از طریق انتصاب پرسنل اداری در زبره، دوحه، الوکره و خور العدید، تأسیس اداره گمرک و تقویت پادگان عثمانی تبدیل شد. وی در اوایل سال ۱۸۹۲ پرداخت مالیات به امپراتوری عثمانی را متوقف کرد. وی در جنگ بین بحرین و قطر خسارات زیادی به بحرین وارد نمود. شیخ جاسم علاوه بر مخالفت با امپراتوری عثمانی، با تلاش امپریالیسم توسط امپراتوری بریتانیا نیز مخالف بود. در سال ۱۸۸۲ علاوه بر بستن مغازه‌های آنها، تاجران مروارید هندی بریتانیایی را از دوحه اخراج کرد. بزرگترین نبرد بین وی و عثمانی‌ها در نبرد الوجه رقم خورد که به پیروزی شیخ جاسم در برابر عثمانی‌ها منجر شد، این نبرد نقطه عطفی در تاریخ قطر بود و آن را به یکی از مهمترین و اصلی‌ترین نبردهای تلاش قطر برای استقلال و آزادی در برابر ظلم تبدیل کرد.